# Winterkälte
Winterkälte est un groupe de techno industrielle allemand, formé des compositeurs Udo Wiessmann & Eric de Vries, membres originels d'un groupe nommé Severance. Le groupe s'est formé en 1994, et a travaillé depuis sous le label Hands Productions.

## Histoire
Le groupe est formé en 1991. Après quatre albums publiés, une rétrospective suit en 2014 ; tous les supports sonores sont sortis sur le label Hands Productions.
Outre les festivals spécifiques au genre comme E-Tropolis, Maschinenfest, Schlagstrom, Wrocław Industrial,, le projet se produit souvent en live lors de grands festivals comme le Wave-Gotik-Treffen, l'Amphi Festival, le Dark Dance Treffen, l'Infest en Angleterre ou le Summer Darkness Festival,.

## Style musical
Le style musical du groupe est particulièrement bruitiste et rythmique ; il est l'un des fers de lance du power noise,. Le style de Winterkälte est généralement resté dans le même environnement musical que celui du drum 'n' noise, bien qu'ils aient réalisé d'autres tentatives plus expérimentales, plus longues et plus épiques, sur d'autres albums, comme Structures of Destruction et Disturbance. La plupart des morceaux de Winterkälte sont nommés selon un ordre politique, parfois (si ce n'est toujours) sur un thème environnemental — c'est le cas de The Fate of the Sea ou Nuclear Free North America.

## Discographie

### Albums studio
- 1994 : Winterkälte
- 1997 : Structures of Destruction
- 1999 : Drum ’n’ Noise
- 2004 : Disturbance
- 2006 : First Album

### Singles et EP
- 1995 : Winterkälte
- 1997 : Progressive
- 2001 : Greenwar

### Compilation
- 2014 : Maschinenfest Tracks 1999–2014